# 国道394号

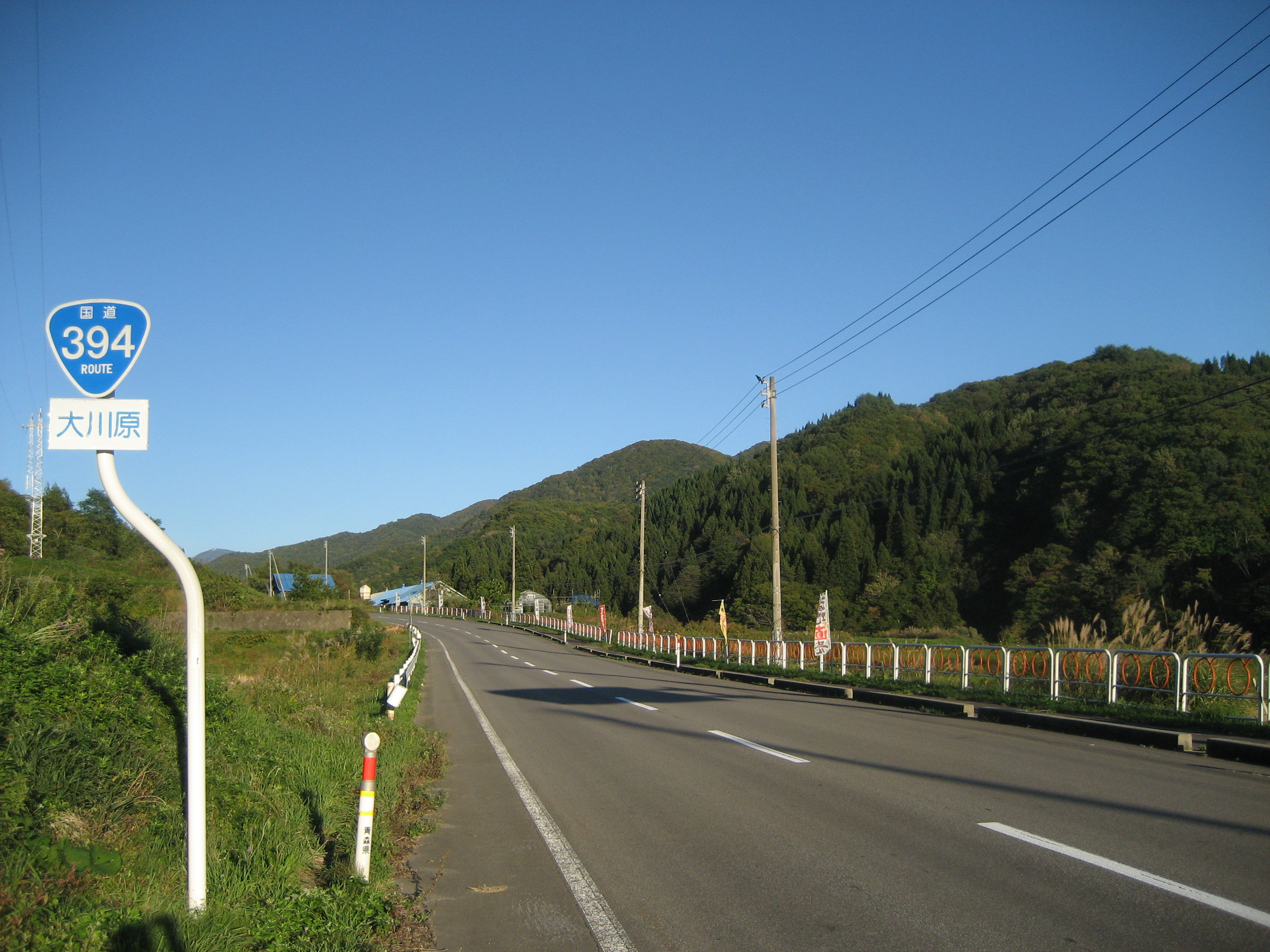
黒石市大川原付近

国道394号（こくどう394ごう）は、青森県むつ市から弘前市に至る一般国道である。ただし、両端部は上位の国道と重複しており、実質的には六ヶ所村から黒石市までの国道となっている。

## 概要

### 路線データ
一般国道の路線を指定する政令に基づく起終点および重要な経過地は次のとおり。
- 起点：むつ市（国道279号交点、国道338号上）
- 終点：弘前市（運動公園入口交差点 = 国道7号交点、国道102号起点）
- 重要な経過地：青森県上北郡六ケ所村[注釈 2]・同郡七戸町・同郡十和田湖町[注釈 3]・青森市・黒石市
- 総延長 : 179.2 km（重用延長を含む。）[2][注釈 4]
- 重用延長 : 95.3 km[2][注釈 4]
- 未供用延長 : なし[2][注釈 4]
- 実延長 : 83.9 km[2][注釈 4]
  - 現道 : 76.2 km[2][注釈 4]
  - 旧道 : 3.3 km[2][注釈 4]
  - 新道 : 4.3 km[2][注釈 4]
- 指定区間：なし[3]

## 歴史
藩政時代からある道で、奥州街道と北浜街道を接続する道であった。六ヶ所村平沼から北の六ヶ所 - 東通 - 尻屋は、北浜街道と呼ばれる浜沿いの道で八戸まで接続していた。しかし、実際には平沼 - 東通 - 尻屋の地は（八戸藩ではなく）盛岡藩（後に七戸藩）の知行地であったから、（八戸からではなく）盛岡、七戸からのアクセスが問題であった。
このとき、盛岡から奥州街道を七戸まで下って、そこから大きく東へ折れて榎林 - 乙供を経て平沼に至る経路が使われた。
明治に入り東北本線が開通すると、六ヶ所方面から停車場への道路整備が求められるようになり、県道乙供停車場平沼線として指定される。
しかし小川原湖の北岸をたどる本路線は悪路であり、小川原湖の水位が上がると簡単に水没した。また、冬季は使い物にならないため、六ヶ所村倉内 - 甲地村間は凍結した小川原湖の氷上を歩いたが、薄氷を踏みぬいて落水するのを防ぐため棒で突きながら歩いたという。このため、大正年間に六ヶ所村倉内 - 沼崎村を往復する動力船による湖上シャトルができてからは、沼崎駅（現在の上北町駅）まで船を使った連絡も併用された。
戦後になって、七戸 - 榎林間、榎林 - 乙供間、乙供 - 平沼間が別々に県道指定されたのち、1993年（平成5年）に国道に指定される。

### 年表
- 1982年（昭和57年）4月1日 - 一般国道394号（青森県弘前市 - 青森県上北郡七戸町）として指定。
- 1993年（平成5年）4月1日 - 上北郡七戸町 - むつ市間を編入し、起終点を入れ替えて青森県むつ市 - 青森県弘前市に。

## 路線状況
青森市城ヶ倉の城ヶ倉大橋は深い渓谷に架かる大きな橋で、紅葉の時期には眺望が素晴らしい。弘前市方面と上北地方を結ぶ広域幹線道路だが、冬季は一部区間で閉鎖されるため利用できない。

### 重複区間
- 国道338号（むつ市・起点 - 上北郡六ヶ所村・平沼交差点）
- 国道103号（十和田市・谷地交差点 - 青森市荒川・城ヶ倉交差点）
- 国道102号（黒石市・南中野交差点 - 弘前市・終点）

※2015年3月31日までは七戸町内に国道4号との重複区間があったが、同年4月1日付で旧道が国道指定を外され七戸バイパスが国道4号・国道45号本線となったため、国道4号との重複区間は無くなった（旧道区間の一部が国道394号単独区間に、残りの区間は七戸町道・十和田市道へ各々移管）。

### 城ヶ倉大橋

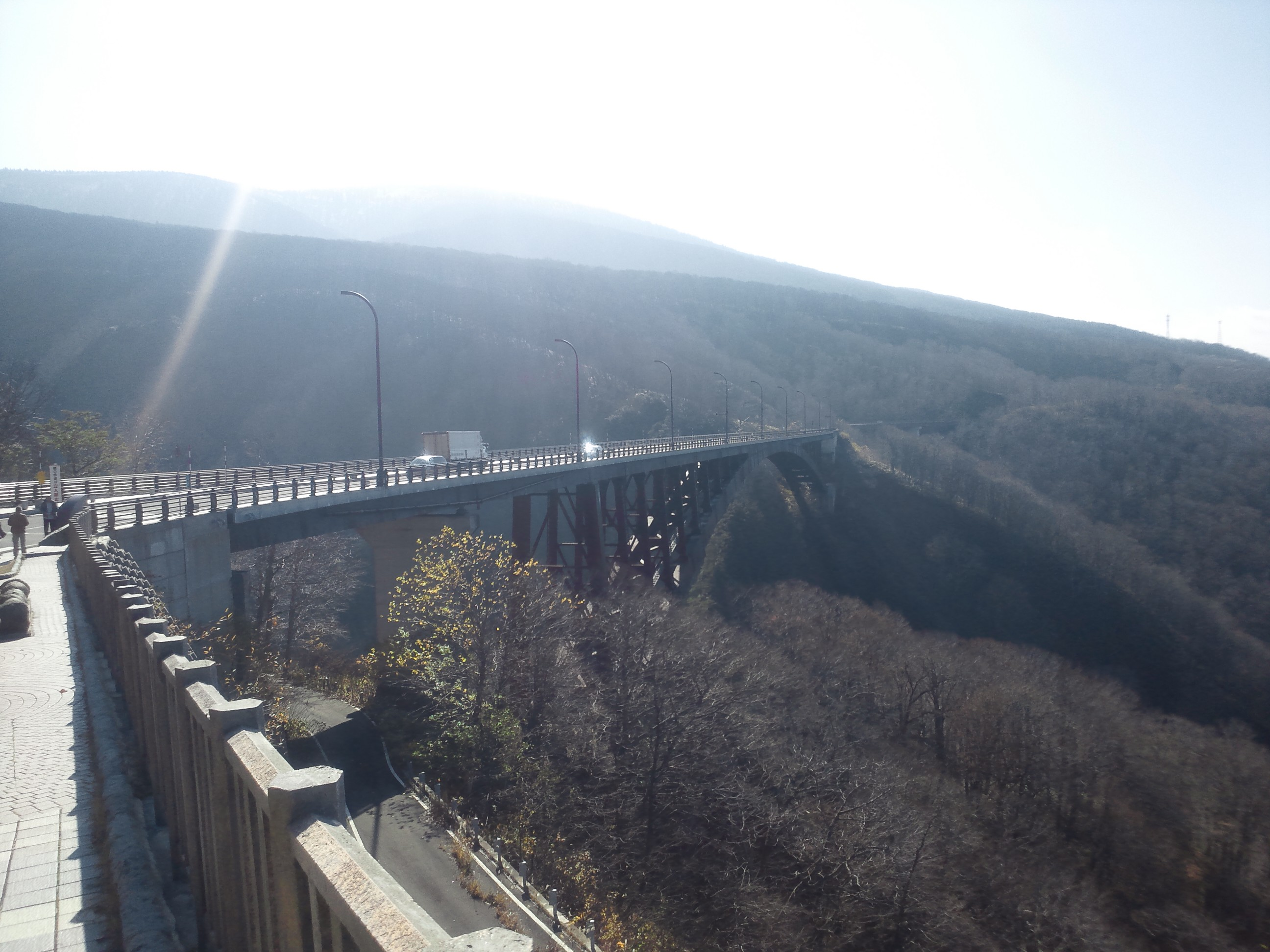
城ヶ倉大橋

国道394号は津軽地方と南部地方を最短で結ぶ幹線道路であるにも関わらず、旧道城ヶ倉 - 沖揚平間は城ヶ倉峡谷の急峻な地形を幅員狭く急勾配の九十九折りで越す難所であった。昭和49年度より当該部分を付け替え、長大な城ヶ倉大橋によって城ヶ倉峡谷をまたぐ設計となった。城ヶ倉大橋は城ヶ倉峡谷を眼下に見下ろすアーチ橋であり、観光スポットとしても機能するよう付帯設備が設計されている。
『青森県土木五十年史』によると次のような特徴を持つ：
- 上路式アーチ橋ではアーチ支間長が255メートルで日本一（当時）
- 周辺の地形・地質のため下部工位置が制限されたためライズ比が平均1/10.8と扁平
- AA2アーチ拱台基礎にNATMによる大口径深礎基礎を採用
- 架設工法にケーブルエレション斜吊工法を採用
- 環境および保守性に配慮し耐候性鋼を無塗装で使用

### 冬期交通規制区間

#### 通行止
| 区間                          | 期間                   |
| ----------------------------- | ---------------------- |
| 七戸町山館 - 青森市田代十文字 | 11月下旬 - 翌年4月下旬 |

#### 時間規制
| 区間                            | 期間                   | 時間帯                 |
| ------------------------------- | ---------------------- | ---------------------- |
| 青森市城ヶ倉 - 黒石市寒水沢     | 12月中旬 - 翌年3月中旬 | 21時 - 翌7時30分通行止 |
| 十和田市谷地 - 青森市田代十文字 | 12月中旬 - 翌年3月中旬 | 21時 - 翌7時30分通行止 |

## 地理

### 通過する自治体
- 青森県
  - むつ市 - 下北郡東通村 - 上北郡六ヶ所村 - 上北郡東北町 - 上北郡七戸町 - 十和田市 - 青森市 - 黒石市 - 南津軽郡田舎館村 - 平川市 - 弘前市

### 交差する道路
- 国道279号（むつ市）
- 国道338号（六ヶ所村・平沼交点）
- E4A 上北自動車道（上北天間林道路）七戸IC
- 国道4号（七戸町）
- 国道103号（十和田市・谷地交差点）
- 青森県道40号青森田代十和田線（青森市駒込）
- 国道103号（青森市・城ヶ倉交差点）
- 国道102号（黒石市・南中野交差点）
- 国道7号（弘前市）